# Сабанова Марія Кудзіївна
Марія Кудзіївна (Маня Кужиївна) Сабанова (1915, село Ахаліса, тепер Цхінвальський район, Південна Осетія, Грузія — ?) — радянська діячка, колгоспниця, доярка колгоспу імені Сталіна Сталінірського району Південно-Осетинської автономної області. Депутат Верховної ради СРСР 5-го скликання.

## Життєпис
Народилася в селянській родині. Закінчила початкову школу.
З 1937 по 1939 рік працювала в колгоспі села Ахаліса Сталінірського району Південно-Осетинської автономної області.
У 1939 році переїхала до чоловіка в село Ередві Сталінірського району. З 1939 по 1941 рік працювала колгоспницею рільничої бригади колгоспу імені Сталіна села Ередві.
З 1941 року — доярка молочно-товарної ферми колгоспу імені Сталіна села Ередві Сталінірського району Південно-Осетинської автономної області. Одна із кращих доярок Південно-Осетинської автономної області. У 1957 році від кожної корови надоїла в середньому по 1 721 літру молока при плані 1 600 літрів.
Подальша доля невідома.

## Нагороди і звання
- медаль «За доблесну працю у Великій Вітчизняній війні 1941—1945 рр.» (1945)
- медалі